# Alexander Demandt
Alexander Demandt (né en 1937 à Marbourg, en Hesse) est un historien allemand renommé. Il fut professeur d'histoire antique à l'université libre de Berlin de 1974 à 2005. Il est considéré aujourd'hui comme un grand expert de l'histoire de Rome. Il a été l'élève de Wolfgang Schadewaldt.